# Ankaa
Ankaa (Alfa Phoenicis, α Phe) – najjaśniejsza gwiazda w gwiazdozbiorze Feniksa, odległa od Słońca o około 85 lat świetlnych.

## Nazwa
Gwiazda ma nazwę własną Ankaa, pochodzącą od arabskiej nazwy Feniksa – ‏عنقاء‎ ʿanqāʾ; ma ona nowoczesne pochodzenie, gdyż gwiazdozbiór ten stworzyli dopiero europejscy podróżnicy, obserwujący niebo półkuli południowej. Gwiazdy konstelacji tworzyły wcześniej dla Arabów łódź, a Alfa Phoenicis była znana jako ‏نائر الزوق‎ na’ir az-zawraq, „jasna [gwiazda] w łodzi”. Hyde przełożył ją na łacinę jako lucida Cymbae. Międzynarodowa Unia Astronomiczna w 2016 roku formalnie zatwierdziła użycie nazwy Ankaa dla określenia tej gwiazdy.

## Charakterystyka obserwacyjna
Jest to najjaśniejsza gwiazda konstelacji, jej obserwowana wielkość gwiazdowa to 2,40m, a wielkość absolutna jest równa 0,33m. Leży ona zbyt daleko na niebie południowym, żeby można było ją obserwować z terenów Polski; jej konstelację naniósł na mapy nieba dopiero Johann Bayer w dziele Uranometria.

## Charakterystyka fizyczna
Ankaa jest olbrzymem należącym do typu widmowego K0,5. Gwiazda ta ma temperaturę około 4800 K, jej jasność jest 86 razy większa od słonecznej. Masa tej gwiazdy jest 2,5 razy większa od masy Słońca, średnica zaś jest 13 razy większa niż średnica Słońca. Pomimo znacznego rozmiaru, gwiazda obraca się z podobną prędkością co Słońce, co jest pozostałością z czasu, gdy była mniejszą i znacznie gorętszą gwiazdą ciągu głównego typu A lub nawet typu B. Obecnie jest na etapie stabilnej syntezy helu w węgiel w jądrze, po którym zmieni się w większego i jaśniejszego czerwonego olbrzyma, po czym odrzuci otoczkę i umrze jako biały karzeł.
Jest to gwiazda spektroskopowo podwójna, jej słabszy składnik został też zaobserwowany bezpośrednio. Niewiele o nim wiadomo. Krąży on po wydłużonej orbicie w średniej odległości ok. 7 au od większego towarzysza, a pełny obieg zajmuje mu ok. 10,5 roku.